# 巴爾代雷
巴爾代雷是東非國家索馬里的城市，由蓋多州負責管轄，每年平均降雨量401毫米，主要經濟活動有農業，農產品有高粱、玉米、洋蔥、豆類、芝麻、煙草、香蕉、西瓜、木瓜、芒果等。

## 外部連結
- February 12, 2007 New Commissioner for Bardera （页面存档备份，存于）
- （页面存档备份，存于） Ethiopian Army Invaides Bardera Somalia

- Baardheere city portal
- Baardheere at Google Maps

2°20′N 42°17′E / 2.333°N 42.283°E